# Nickelodeon Streak
Nickelodeon Streak, bis 2010 Rollercoaster in Pleasure Beach Resort (Blackpool, Lancashire, UK) ist eine Holzachterbahn vom Hersteller Charles Paige, die 1933 eröffnet wurde. Mit Umgestaltung des Kinderbereichs zum Nickelodeon Land zur Saison 2011 wurde die Bahn umbenannt und umgestaltet, die ehemals weiße Holzkonstruktion wurde orangerot gestrichen und die Station neu gestaltet.
Für die Bahn wird der Lifthill des 1909 erbauten und 1932 abgerissenen Velvet Coaster weitergenutzt.

## Züge
Nickelodeon Streak besitzt einen Zug mit drei Wagen. In jedem Wagen können acht Personen (vier Reihen à zwei Person) Platz nehmen. Die Fahrgäste müssen mindestens 1,17 m groß sein um mitfahren zu dürfen. Als Rückhaltesystem kommen Sicherheitsgurte zum Einsatz.
Ein im Zustand von 1924 restaurierter Zug des Velvet Coasters steht in der Station.

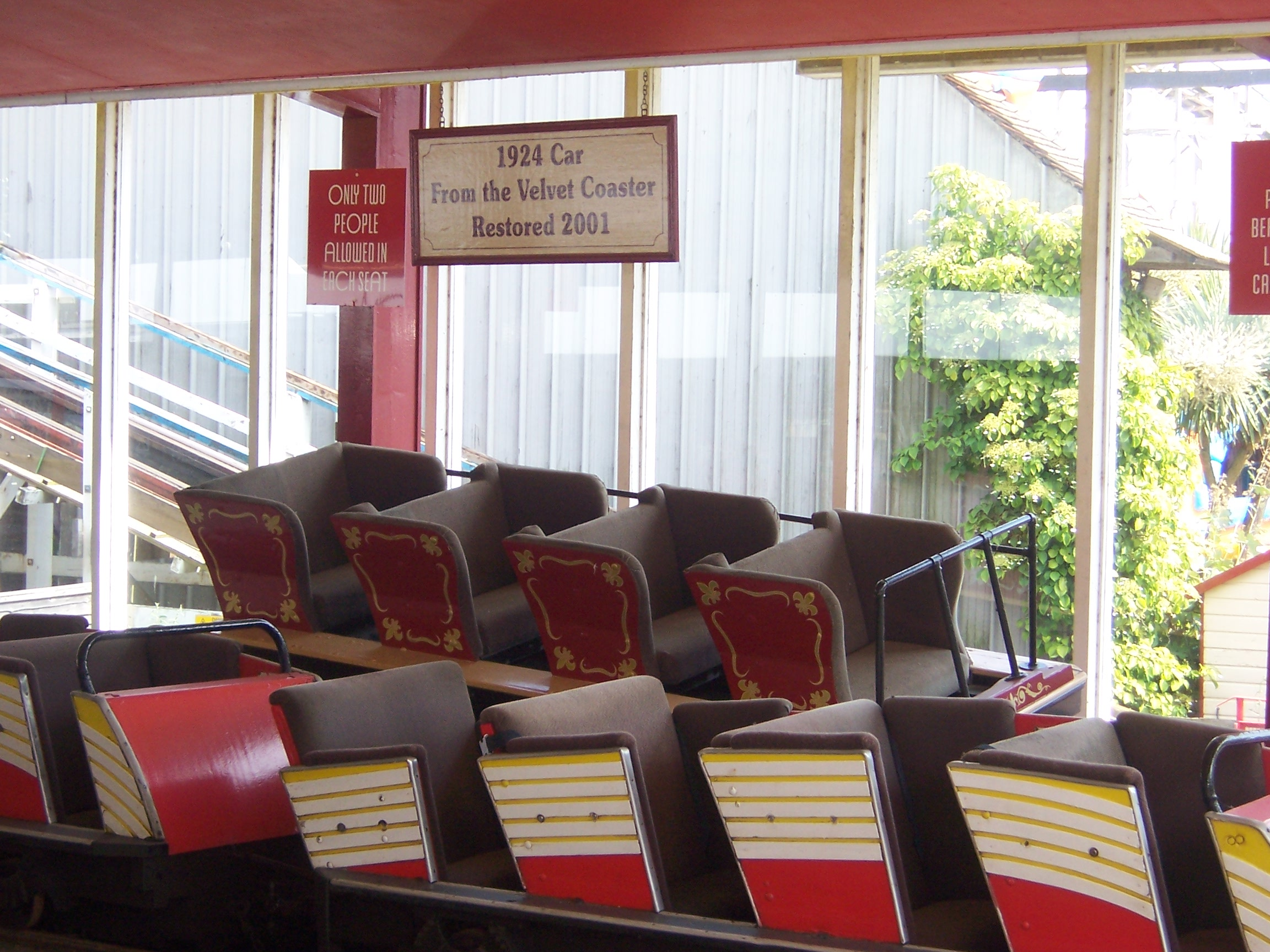
Restaurierter Zug des Velvet Coasters